# 九頭竜大社

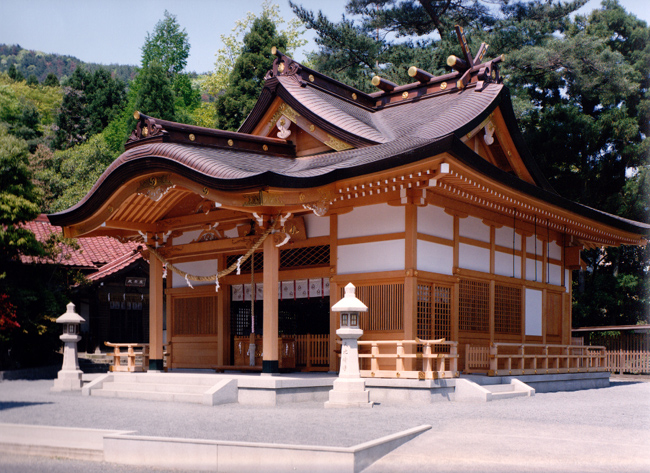
九頭龍大社　本殿

九頭竜大社（くずりゅうたいしゃ）は、京都市左京区八瀬にある神社。9回まわるお千度が有名な神社であり、熱心に何度も訪れる参拝者が多い。

## 祭神
九頭竜弁財天大神（くずりゅうべんざいてんおおがみ）
人生を幸いに導く慈悲の女神とされる。除災招福、八方塞がり除け、厄除け、開運、商売繁盛、病気平癒などに特にご利益があるとされる。

## 歴史
昭和29年11月24日に、九頭竜弁財天大神が大西正治朗の夢枕に立ち「汝の身を社にする。無限に人を救う。奇蹟を以て即座に守護を与える。神は人を救って神界に上る。」との御神託を授け京都八瀬の地に降臨したとされる。
この昭和29年11月24日が九頭竜大社発祥の時とされ、御神託を授かった大西正治朗が開祖である。
この発祥間もない頃から参拝者が自然と本殿を9回まわるお千度をはじめたといわれている。
なぜ9回だったかは祭神名に因んだとも、「9」が一桁の最大の数字で祭神の大きな加護をいただけると考えられたからだともいわれている。
大西正治朗は大変霊感の鋭い人物であり生前は「おつなぎ」とよばれる対談を行い、信者一人一人の悩みと向き合い、彼に感銘を受けた熱心な信者が九頭龍大社を支えた。
昭和63年大西正治朗没後は長男大西正美が二代目に就任し、平成5年には現在の本殿を竣功させるなど、安定した神社の運営を続けている。

## 九頭竜弁財天おみくじ
大吉・中吉・小吉といった形ではなく、自身の願いやその時の心の持ち方に対して、九頭竜弁財天大神の言葉が記される独特のおみくじ。
このおみくじに書かれている言葉は発祥間もない頃、開祖大西正治朗に示されたものとされており、全部で12種類ある。

## 祈祷・お祓い
九頭竜大社の祈祷・お祓いは4種類あり、年間を通じて行っているのはそのうちお祓い・通常祈祷・出張祭典の3種類となる。
その他、毎年10月1日～10月31日まで期間を限定して受け付ける特別祈祷を行っている。
特別祈祷は、11月に開祖大西正治朗が九頭龍大社を興した月に因んで、11月3日より11月24日まで毎日祈願を行うものとなる。

## 祭典
発祥の日に因み、毎月24日が祭典日である。ほかに、節分祭、9月9日の健康長寿祈願祭などがある。

## エピソード
1978年、ニデックの創業者である永守重信が倒産危機に陥った時、「困ったときの神頼み」で九頭竜大社の神主に鑑定を受けると、運命は来年の節分に変わるから経営を継続する様にと助言された。翌年の節分に、IBMからの大量注文が入り、倒産の危機を乗り越えて急成長していった、と新聞のインタビューで述べている。なお、現在は鑑定は行っていない。

## 現地情報
所在地
- 京都府京都市左京区八瀬近衛町681

交通アクセス
公共交通機関
- 叡山電車
  - 「八瀬比叡山口」駅から徒歩20分
- 京都バス
  - 「九頭竜弁天前」バス停（17・18・19系統）下車すぐ

車
- 駐車場：有り